# 潘仕傍
潘仕傍（越南语：／；1889年—？年），越南阮朝官員。

## 生平
潘仕傍是乂安省英山府清漳縣武烈總武烈社（今属乂安省清漳縣武烈社）人，成泰元年（1889年）出生。維新六年（1912年），參加乂安場鄉試，考中舉人。次年（1913年），會試中格，庭試考中副榜。歷任訓導、教授等學官。

## 作品
潘仕傍與黎爍合著《阮攸先生傳》。